# Сент-Андре-де-Везин
Сент-Андре́-де-Вези́н (фр. Saint-André-de-Vézines, окс. Sent Andrieu de Vesinas или Sent Andrieu d’Ovesinas) — коммуна во Франции, находится в регионе Окситания. Департамент — Аверон. Входит в состав кантона Пейрело. Округ коммуны — Мийо.
Код INSEE коммуны — 12211.
Коммуна расположена приблизительно в 530 км к югу от Парижа, в 160 км северо-восточнее Тулузы, в 60 км к востоку от Родеза.

## Население
Население коммуны на 2008 год составляло 123 человека.
| 1946 | 1954 | 1968 | 1990 | 1999 | 2008 |
| ---- | ---- | ---- | ---- | ---- | ---- |
| 200  | 159  | 109  | 108  | 117  | 123  |

## Экономика
В 2007 году из 91 человека в трудоспособном возрасте (15—64 лет) 67 были экономически активными, 24 — неактивными (показатель активности — 73,6 %, в 1999 году было 60,3 %). Из 67 активных работали 61 человек (38 мужчин и 23 женщины), безработных было 6 (1 мужчина и 5 женщин). Среди 24 неактивных 6 человек были учениками или студентами, 10 — пенсионерами, 8 были неактивными по другим причинам.

## Фотогалерея

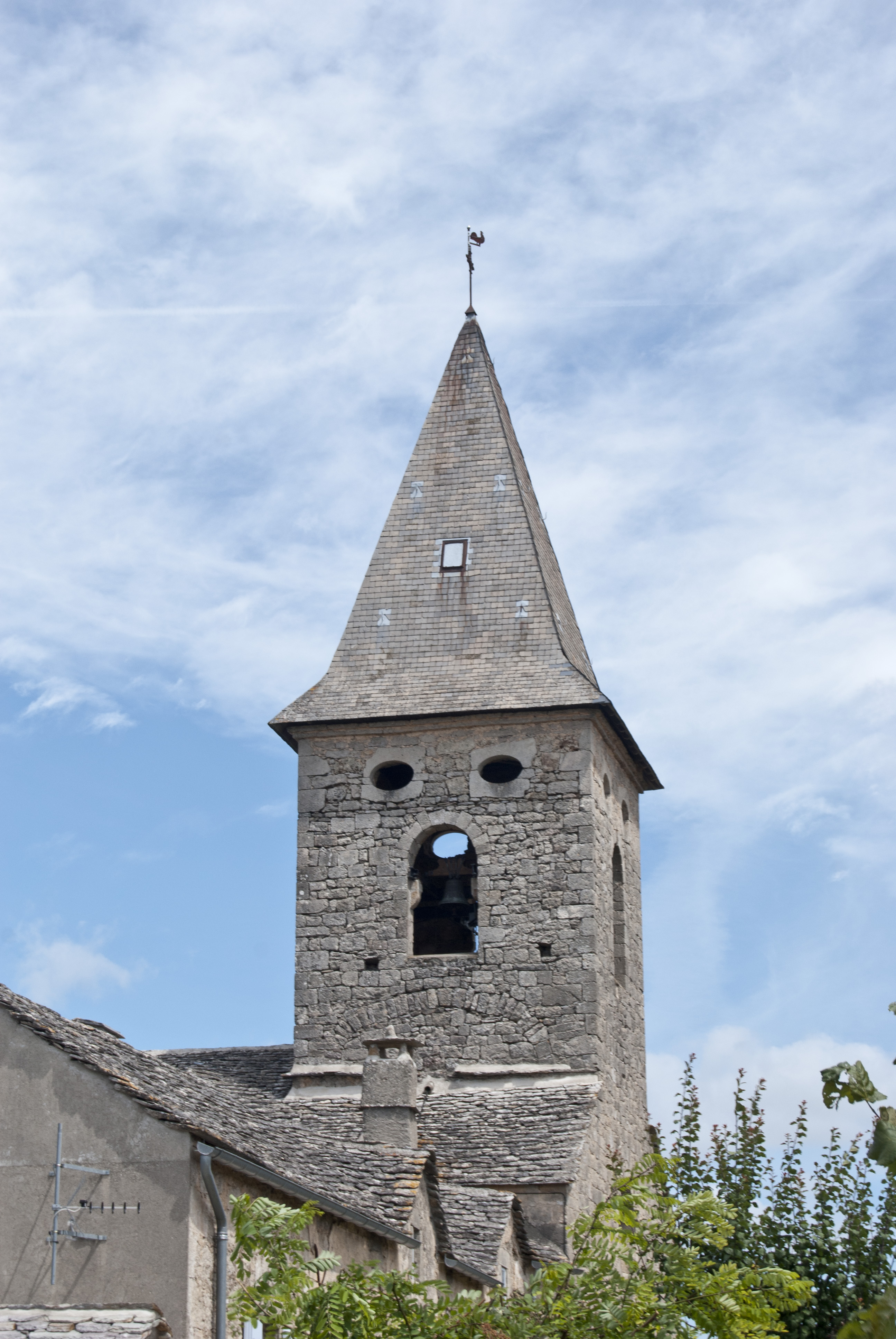
Церковь
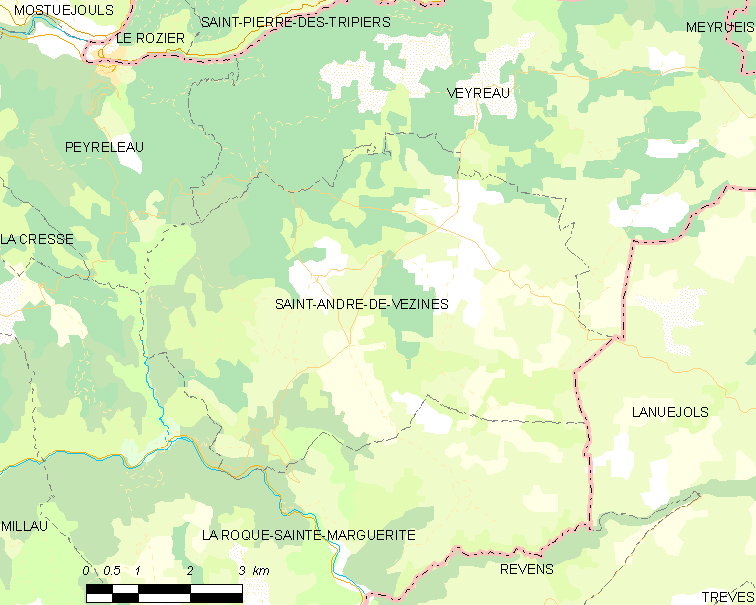
Карта коммуны